# Zbrodnia w Siemiginowie
Zbrodnia w Siemiginowie – zbrodnia dokonana w nocy z 5 na 6 kwietnia 1944 przez nacjonalistów ukraińskich na 18 Polakach. Miejscem zbrodni był Siemiginów w gminie Bratkowce w powiecie stryjskim województwa stanisławowskiego. 
Według świadectwa Stanisława Frączka, w godzinach wieczornych upowcy weszli do wsi i wyłapali wszystkich polskich mężczyzn w wieku powyżej 16 lat. Rozebrano ich do naga, związano im ręce drutem kolczastym i rozstrzelano. Zwłoki oblano benzyną i podpalono. Ich szczątki zostały pochowane na miejscowym cmentarzu przez chłopów ukraińskich.
Polskie kobiety i dzieci w liczbie około 45 osób spędzono w jedno miejsce i rano następnego dnia nakazano im wyniesienie się ze wsi. Wypędzeni, często jedynie w bieliźnie i boso, udali się do odległego o 18 kilometrów Stryja.
Według Janusza Stankiewicza wśród ofiar zbrodni w Siemiginowie byli m.in.:
- Jan Frączek (lat 19)
- Władysław Frączek (lat 32)
- (?) Holender
- (?) Piwiec z synem
- (?) Skoruch
- (?) Szil z synem